# くぼたみか
くぼた みか（Mika Kubota・1985年9月23日 - ）は、日本の元女性タレント、元グラビアアイドル。
東京都出身。ケイダッシュステージに所属していた。

## 略歴
2008年デビュー。青木 未央（あおき みお）時代はフェイスネットワークに所属。レースクイーンや東京ゲームショウ等のイベントや、日テレジェニック2009の候補生など幅広く活動していたが、同事務所が2009年12月いっぱいをもって解散となり退所。2010年2月、ケイダッシュステージに所属。同年2月14日、あっ!とおどろく放送局『タケミネット』番組内で芸名を「くぼた みか」に改名。
2015年2月中旬から、病気となった父の看病のため当面の間芸能活動を休業。その父は同年6月2日に逝去。その後も芸能活動を休業。その間に芸能とは違う人生も送ってみたいという気持ちが自分の中に芽生えたこと、9月に一般人男性と婚約（婚姻届は翌2016年8月8日に提出）したことの2つの理由から、同年12月31日を以って芸能界を引退した。

## 人物
- 特技は英会話（TOEIC800点）。趣味は音楽（ロックが好き）、水族館巡り（深海生物が好き）、宇宙物（スタートレック）。
- 父親がギタリストだったこともあってか、楽器演奏（特にベース）が得意。ストリートミュージシャンとしても活動する弟がいる[9]。
- 愛猫は、メスの日本猫（キジトラ）で、名前はサリー。名前は、The World of GOLDEN EGGS（ゴールデンエッグス）のアメフト部のコーチが“ネセサリー体操”をしながら、「Nessesary!」と叫ぶ口癖があるが、その口癖の「sary」（サリー）が由来[10]。
- 7歳の頃から手放せないで一緒に寝るタオルちゃんがいる。現在は2代目。
- アメリカ（ルイジアナ州）に留学経験があり、英語が得意。留学中にはマイケル・ジャクソンさん（同姓同名）に告白される。TOEIC800点の資格を持つ [11]。
- ラーメンが大好き。一番のお気に入りは赤坂の五行。中本もお気に入り。
- アイス、チョコレート等の甘い物が好き。
- 猫が好きだが、猫アレルギー。猫の生態も勉強していて詳しい。
- 深海生物が好きで、よく江ノ島水族館やサンシャイン国際水族館に行っている。一番好きな深海生物はゴエモンコシオリエビ。
- 宇宙物も幅広く好きで、天文台巡りも好き。
- 料理とモノマネとダンスが苦手。
- 22歳でダイエットを始め、3箇月で15kgのダイエットに成功し、芸能界デビュー。
- 原宿のロッテリアで7年間バイトをしていた。その時の、青木店長が旧芸名：青木の由来[12]。
- 好きなひらがなは『ぬ』
- 好きな映画は『スター・ウォーズ・シリーズ』、『スタートレック』
- 青木未央時代の同僚で同い年の葵ゆりかや、古崎瞳、野田彩加とは今でも交流が深く[13]、葵からは「彼氏」とも呼ばれる程である[14]。

## 作品

### 映像作品
青木未央
- Ready Go -いってみおっ☆-（2009年6月20日、トリコ） - EAN 4949726301007。

くぼたみか
- ミカクニンショウジョ（2011年5月20日、イーネット・フロンティア） - EAN 4571369477155。
- ボクの彼女（2011年12月25日、エアーコントロール） - EAN 4538806019866。
- 転校生（2012年4月25日、エアーコントロール） - EAN 4538806020039。
- 潜入捜査官（2012年8月25日、エアーコントロール） - EAN 4538806020176。
- 同窓会（2012年12月25日、エアーコントロール） - EAN 4538806020381。
- 社内恋愛センシティブ（2014年2月20日、ギルド） - EAN 4562354730607。
- 秘密の瞬間（2014年12月25日、エアーコントロール） - EAN 4538806022491。

## 出演

### テレビ
- アイドルの穴〜日テレジェニックを探せ!〜（2009年4月 - 5月、日本テレビ） - 候補生No.1。[4]
- 日テレジェニックの穴（2009年8月8日・8月15日、日本テレビ） - 日テレジェニック反逆同盟2009の一員として。
- グラビアの美少女 （2009年6月、MONDO21）
- ウェルカムTV ホラドル（テレビ東京）
- お願い!ランキング ベストカップガールとして登場（テレビ朝日）
- ザ・逆流リサーチャーズ（2010年2月15日、テレビ東京）[15]
- 女優力（2010年2月27日、日本テレビ） - 「くぼたみか」に改名後初めて出演したテレビ番組[15]。
- 深夜の癒し系バラエティ そこツボ（TOKYO MX、チバテレ）
- 全開!女子力!!（2010年10月 - 2011年1月、チバテレ） - レギュラーレポーター。
- 夜遊び三姉妹（2010年12月9日、日本テレビ）
- 深夜の癒し系バラエティ そこウサ（2011年4月6日 - 、チバテレ、2011年4月15日 - 、TOKYO MX）
- クイズ!紳助くん（2011年7月18日、朝日放送）
- お笑いワイドショー マルコポロリ!（2011年9月11日、関西テレビ）
- 今夜もドル箱（2012年4月3日 - 2013年9月24日、テレビ東京） - M-3hreeの一員としてレギュラー。
- ガールズトーク〜十人のシスターたち〜（2012年10月23日、テレビ朝日） - 奈々 役。
- 真夜中のおバカ騒ぎ!（2013年4月 - 、チバテレビ、TOKYO MX、マシェバラ） - 共演・原口あきまさ、原アンナ、みひろ。
- プールdeブログ（2014年4月 - 、テレビ朝日）
- ネリさまぁ〜ず（2014年8月17日 - 、日本テレビ）

### ラジオ
- まだまだゴチャ・まぜっ!〜集まれヤンヤン〜（2011年4月16日 - 2012年4月14日、MBSラジオ）

### ネット配信
- ケイダッシュステージの殴るなら殴れ!!（2011年7月20日 - 、ニコジョッキー）

あっ!とおどろく放送局
- 宇宙一せまい授業!（2008年9月28日）
- タケミネット
- 見たい!番組研究所（2009年6月21日）
- 青木未央 DVD「Ready Go! いってみおっ☆」ダイジェスト（2009年8月5日 - ）
- あっ!とアイドルプロジェクト!!（2009年10月3日）
- もっとみんなの願いを叶えたい!ゆく年くる年SP 2009〜2010
- みんなの願いを叶えたい!土曜（2010年2月6日）
- みんなの願いを叶えたい!水曜（2010年4月7日 - 9月22日）
- 見たい!出たい!作りたい!（2010年4月10日・7月31日・2011年2月26日）
- 松島瑠美のMONDAY NIGHT 20![リンク切れ]（2011年3月7日）

### 舞台
- アリスインプロジェクト「ライン♪」（2011年8月4日 - 7日、銀座博品館劇場） - 若葉香織 役。

### 映画
- 映画版「ふたりエッチ」（2011年6月18日、AMGエンタテインメント、監督:横山一洋） - 長尾舞 役。
- 映画版ふたりエッチ セカンド♡キッス（2011年12月17日、AMGエンタテインメント）
- 戦慄ショートショート コワバナ 恐噺 深夜病棟（2012年）

### レースクイーン
- フォーミュラ・ニッポン「SG team 5ZIGEN」（2008年）

## 書籍

### 雑誌
- 週刊プレイボーイ
- sabra
- スコラ
- モトチャンプ
- Goo Parts
- インポートカーセンサー
- 週刊アスキー
- EX MAX SPECIAL
- Bejean
- ChuッSPECIAL（表紙&巻頭グラビア）
- 週刊実話（表紙&グラビア）